# Leonel Muñoz Bracho
Leonel Muñoz Bracho (San Rafael del Mojan, Zulia, Veneçuela, 26 de novembre de 1965), és un escultor i artista plàstic veneçolà d'origen añú.

## Vida
Les seves inclinacions a l'art d'esculpir i crear van ser part de la seva infància, en demostrar des de molt primerenca edat la seva habilitat com a artista en l'art de retratar i fer peces amb materials com l'argila. Els seus estudis en educació primària van començar a l'escola Los Mayales del municipi Mara. En 1988 es gradua com a batxiller en ciències a l'U.E.N Creación el Moján.
Als 18 anys aquest es trasllada a la ciutat de Maracaibo amb la finalitat d'iniciar els seus estudis a l'Escola Superior d'Arts Visuals Neptalí Rincón, on comença la seva vida pública com a artista en participar en el VIII Saló d'Art Nacional de Mèrida, on van ser exposats els seus treballs artístics que van resultar de la seva participació en el taller lliure de ceràmica en 1988. Per a l'any 1991 es va exercir com a empleat públic de la Secretaria de Cultura de l'Estat Zulia, com a cap de la unitat de restauració i conservació de la Direcció de Patrimoni de l'Estat Zulia.
En 1994 al costat d'altres artistes indígenes de la regió zuliana i artistes indígenes del departament de la Guajira colombiana, es crea la fundació per al desenvolupament de les Arts Indígenes (Fundain) amb seu provisional en el Bulevard de Saint Lucia a la Ciutat de Maracaibo, institució que presidi com a primer president i membre fundador.
Per a 1995 es va realitzar la primera exposició col·lectiva organitzada per Fundain denominada «Exposició Veu Indígena del Carib». Al mateix temps curso estudis en art en la Universitat Catòlica Cecilio Acosta, el qual abandono posteriorment. El 23 de juliol del mateix any 1995 mentre es traslladava cap a Calabozo, estat Guárico, al costat d'una delegació d'artistes del Zulia per a develar el bust del General Rafael Urdaneta, obra de la seva creació que pretenia donar al poblat de Calabozo durant la seva participació al costat d'altres artistes zulianos, sofreix un accident, deixant-lo discapacitat en ser-li amputada una cama.
Després de recuperar-se es reincorpora a la Secretaria de Cultura de l'Estat Zulia com a professor de la càtedra d'escultura a l'Escola Superior d'Art Neptalí Rincón. Del qual posteriorment renúncia. Tal situació va representar que es dediqués exclusivament al seu treball, aconseguint aixecar el seu propi taller personal.
La seva primera obra d'art monumental després de l'accident va ser denominada EPIUJASHI CA´IT CA´I o Enfosquiment Total del Sol que li va ser sol·licitat per la Secretaria de Cultura de l'Estat Zulia com a manera de marcar una fita en la història regional zuliana com a testimoni d'un dels esdeveniments naturals més notoris de la data com ho va ser el eclipsi solar del 26 de febrer de 1998, que va tenir com a zona privilegiada per a la seva observació la parteix nord de Maracaibo i tota la sabana de la baixa Guajira com Sinamaica que es va situar en la franja de totalitat del eclipsi. Així mateix diferents obres emblemàtiques situades en diverses parts de Veneçuela.
Actualment viu a la ciutat de Maracaibo en el sector de Santa Rosa de Tierra, parròquia Coquivacoa al nord de la ciutat.

## Obras
- 1993 - Plazoleta “San Benito Bendito”, (1.5 m. de altura), Plaza en Isla de Toas, Mcpio. Padilla, Zulia.
- 1993 - Faraones, (7 m. de altura), façana i dos faraons de 2.5 m. d'altura de la Discoteca El Faraón, Maracaibo, Zulia.
- 1997 - Cristo Negro de Gibraltar, Emergente (2 metros de alto), Ubicació: Salón Restaurante La Churuata, Av. 72 Maracaibo.
- 1998 - Epiujashi Kait Kait (Enfosquiment total del sol, en Wayuu) Plaza (7 m. d'altura), en Homenatge a l'Eclipsi total del Sol de l'any 1998. Situada en el Peatge “Guajira” Municipi; Santa Cruz de Mara, Estat Zulia.
- 2001 - Solidaridad. scultura monumental de 10 m. D'altura que serà col·locada a l'HospitalbMadre María Rafols, Maracaibo, Zulia.
- 2001 - Calabozo & Calabozo, Villa de Todos los Santos, Plaça de 7 m d'altura situada a l'entrada i homenatge a la Fundación de la Ciudad de Calabozo, Guárico,
- 2004 - Cacique Nigale, Abajo cadenas, (1 Metro d'altura), Salón del Comando Regional n.º 3, de la Guardia Nacional del estado Zulia.
- 2004 - Arcángel de la Luz, Mausoleu en Honor al Guàrdia caigut en el deure del compliment, placeta Pati d'Honor del Comando Regional de la Guàrdia Nacional de l'estat Zulia.
- 2004 - India Zulia, Guerrera y Mártir Barí del Catatumbo, (1.2 m. de altura), Sala Habitacional del Gral. (GN) Castor Pérez Leal, Urb. Los Olivos. Maracaibo.
- 2005 - Fénix del Carrubio, (3 m. de altura) monument central del Salón Carrubio de l'Escuela de Formación de Oficiales de la Guardia Nacional (EFOFAC), Caracas.
- 2005 - Teixeira & Conceiçâo, Plazoleta Jardines del Museo familia Teixeira & Conceiçâo, ubicado en Teixeira España.
- 2007 - Urdaneta Emergente, Presto Estoy, Plazoleta de 5 m. de altura, ubicado a l'entrada al Complejo Termoeléctrico Gral. Rafael Urdaneta, Mcpio La Cañada, Edo Zulia.
- 2007 - Nuestra Señora del Pilar, (2.5 m de altura), Plazoleta central del Colegio El Pilar, Maracaibo, Zulia.
- 2007 - Fénix del Carrubio I, monument central (2 m. de altura) del salón Tcnel. (GN) Oscar Tamayo Suárez del Comando Regional de la Guardia Nacional n.º 6 de San Fernando del Estado Apure, Venezuela
- 2008 - Fénix del Carrubio I, (serie 01/12) monumento central (2 m. d'altura) de la Plazoleta del Comando Regional n.º 5 de la Guardia Nacional, Bajada de Tazón, Caracas.
- 2009 - Fénix del Carrubio I, (serie 02/12) monumento (2 m. d'altura) ubicat als Jardins de la Comandancia General de la Guardia Nacional, Sector el Paraíso, Caracas.
- 2009 - Plazoleta Estación Chinita, Virgen de Chiquinquirá, monument ubicat davant les seus i primera estació del Metro de Maracaibo, Zulia.